# Rotflossen-Antennenwels
Der Rotflossen-Antennenwels (Phractocephalus hemioliopterus) ist ein bis 1,30 Meter großer Vertreter der Antennenwelse (Pimelodidae). Sie sind die einzige Art der Gattung Phractocephalus.

## Systematik
Phractocephalus hemioliopterus ist die einzige rezente Art der Gattung Phractocephalus. Im Jahr 2003 wurde die ausgestorbene Art P. nassi in der Urumaco-Formation in Venezuela entdeckt. Sie lebte vor 13 Millionen Jahren im Miozän. Im brasilianischen Bundesstaat Acre wurde eine weitere ausgestorbene Art entdeckt, die noch nicht näher beschrieben wurde.

## Morphologie
Typisch für den Wels sind seine langen Barteln und seine rote Schwanzflosse.

## Vorkommen
Der Rotflossen-Antennenwels (englisch redtail catfish oder banana catfish, portugiesisch pirarara, spanisch cajaro, guacamayo bagre, pejije torre oder pez torre) kommt im nördlichen Südamerika im Amazonasbecken, in der Region Araguaia-Tocantins und im Stromgebiet des Orinoko und Essequibo vor. Außerdem ist die Spezies in Kolumbien, Peru und Bolivien verbreitet. Im Jahr 1979 wurde er aus Brasilien und Venezuela in südliche Bundesstaaten der USA (Florida) eingeführt, wo er sich jedoch nicht durchsetzen konnte.
Der Rotflossen-Antennenwels lebt als Lebensraum-Generalist in einer Vielzahl von Habitaten, der sowohl in großen Strömen und Tieflandflüssen (Hauptstrom, Rinnen und tiefere Gewässerabschnitte), kleineren Fließgewässern, v. a. im Bereich von Einmündungen, aber auch in saisonal überfluteten Wäldern (Überschwemmungswälder), Süßwasserlagunen und Sümpfen vorkommt.

## Lebensweise
Der Rotflossen-Antennenwels toleriert Wassertemperaturen von 24 bis 29 °C und einen pH-Wert von 5 bis 9. Phractocephalus hemioliopterus ist an eine nächtliche Lebensweise angepasst.  Ab ca. 80 cm Körperlänge wird der Wels laichreif und laicht zu einer bestimmten Periode des Jahres ab. Im Río Mamoré (Bolivien) beispielsweise sind die Monate Januar bis Februar Laichzeit. Die Welse ernähren sich räuberisch von Krabben, Garnelen und kleineren Fischen, verschmähen aber auch in das Wasser gefallenes Obst nicht.
Phractocephalus hemioliopterus ist ein bodenbewohnender Raubwels, der in den trüben und sedimentreichen Wasserschichten seine hochentwickelten chemosensorischen Sinne und Barteln als Tastorgane benutzt, um Beute aufzuspüren.  Dazu bewegt er sich langsam suchend in der Nähe des Grundes fort, spürt Beutefische (in der Regel Salmler und kleinere Welsarten) auf und greift diese als Lauerjäger häufig aus dem Hinterhalt an.
Unterschlupf sucht er bevorzugt zwischen großen Steinen, Totholz und Unterwasserwurzeln auf. Seine Lebensweise ist an den Zyklus von Regen- und Trockenzeit angepasst. In seinem natürlichen Lebensraum geht die Population aufgrund von Überfischung, Umweltveränderungen und Wasserverschmutzung zurück.
Die Wanderbewegungen des Rotflossen-Antennenwels im Rio Xingu sind wissenschaftlich untersucht worden. Dabei stellte sich heraus, dass Staudämme große Barrieren bilden.
Der Rotflossen-Antennenwels kann in Gefangenschaft bis zu 15 Jahre alt werden. In Gefahrsituationen können die Tiere klackende Laute von sich geben.

## Nutzung

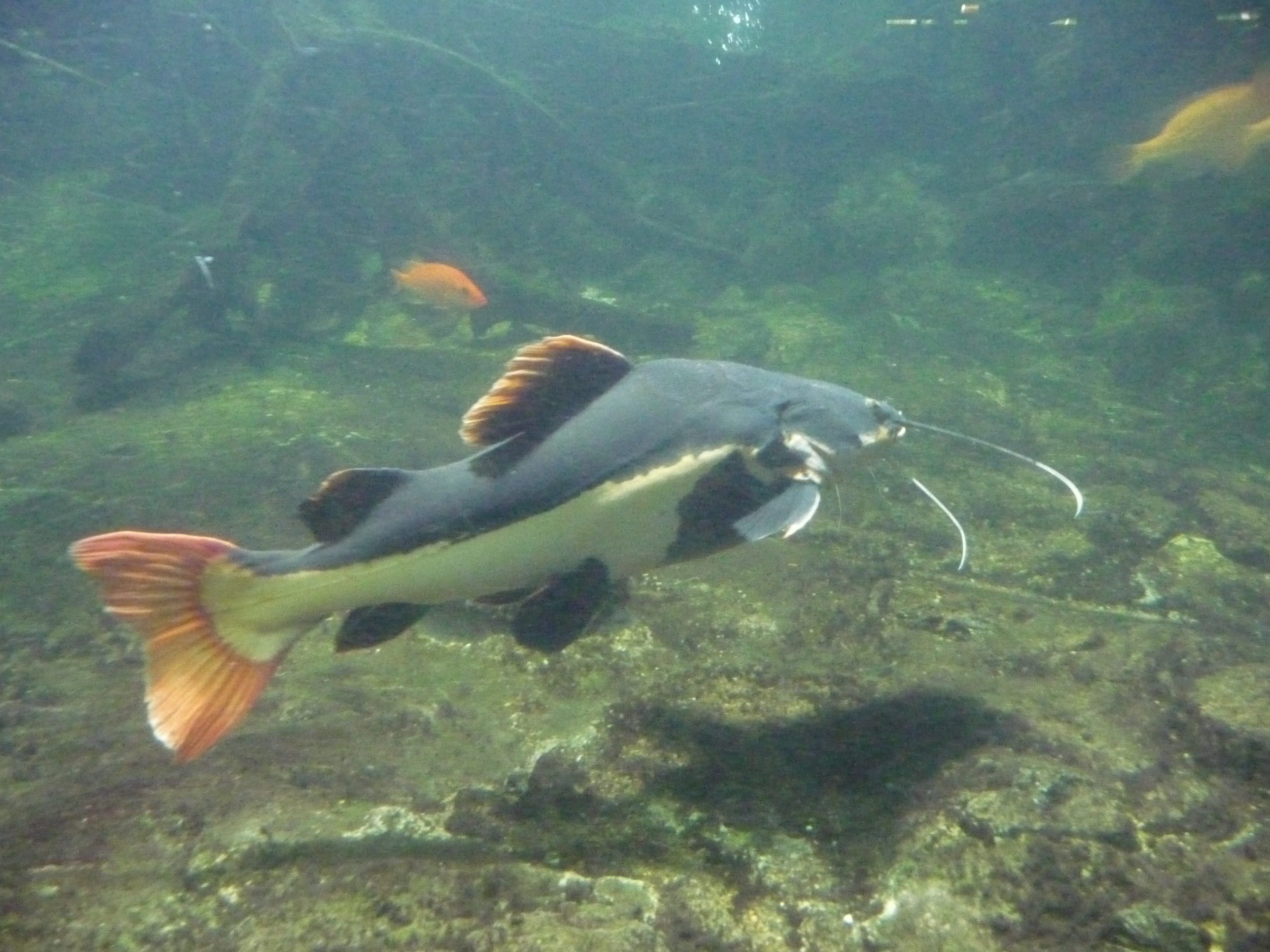
Rotflossen-Antennenwels im Aquarium

Rotflossen-Antennenwelse sind auf den lokalen Märkten des Amazonas- und Orinocobeckens lokal Speisefische, obwohl sie von vielen Einheimischen aufgrund ihres schwärzlich gefärbten Fleisches verschmäht werden.